# Eternal Death
Eternal Death è il secondo album in studio del gruppo musicale svedese Crown of Thorns, poi rinonimato The Crown. L'album è stato pubblicato nel 1997.

## Tracce
1. Angels Die – 4:52
2. Beautiful Evil Soul – 4:10
3. In Bitterness and Sorrow – 3:34
4. The Black Heart – 8:36
5. World Within – 5:32
6. The Serpent Garden – 4:50
7. Kill the Priest – 1:46
8. Misery Speaks – 4:45
9. Hunger – 4:50
10. Death of God – 10:08

## Formazione
- Marcus Sunesson – chitarra
- Janne Saarenpää – batteria
- Magnus Olsfelt – basso
- Johan Lindstrand – voce
- Marco Tervonen – chitarra